# 한국소비자원
한국소비자원(韓國消費者院, Korea Consumer Agency, KCA)은 소비자들의 권익을 보호하고 증진하기 위하여 설립된 대한민국 공정거래위원회 산하 위탁집행형 준정부기관이다. 1987년 7월 1일 소비자보호법에 의하여 한국소비자보호원으로 설립된 후, 2007년 3월 28일 소비자기본법에 의하여 '한국소비자원'으로 기관명이 변경되었다. 한국소비자원은 소비자상담 및 분쟁조정, 소비자보호 정책 · 제도 연구, 상품의 안전정보 수집 및 평가, 상품 시험검사, 거래제도 개선, 소비자교육 및 소비자방송 운영, 소비 생활 관련 출판물 발간 등의 업무를 담당한다. 서울특별시 서초구 양재대로 246에 있었으나 2014년 9월에 충청북도 음성군 맹동면 용두로 54(두성리 600)로 이전하였다.

## 주요기능 및 역할
- 소비자의 권익과 관련된 제도와 정책의 연구 및 건의
- 소비자의 권익증진을 위하여 필요한 경우 물품 등의 규격ㆍ품질ㆍ안전성ㆍ환경성에 관한 시험ㆍ검사 및 가격 등을 포함한 거래조건이나 거래방법에 대한 조사ㆍ분석
- 소비자의 권익증진ㆍ안전 및 소비생활의 향상을 위한 정보의 수집ㆍ제공 및 국제협력
- 소비자의 권익증진ㆍ안전 및 능력개발과 관련된 교육ㆍ홍보 및 방송사업
- 소비자의 불만처리 및 피해구제
- 소비자의 권익증진 및 소비생활의 합리화를 위한 종합적인 조사ㆍ연구
- 국가 또는 지방자치단체가 소비자의 권익증진과 관련하여 의뢰한 조사등의 업무

## 연혁
- 1987년 한국소비자보호원 개원(초대 금진호 원장 취임)
- 1987년 제1회 소비자분쟁조정위원회 개최
- 1988년 소비생활정보지 월간「소비자시대」창간
- 1996년 한국소비자보호원 청사 준공, 제1회 소비자보호의 날 행사
- 1999년 전문서비스(금융ㆍ보험ㆍ의료ㆍ법무)분야 피해구제 실시
- 2000년 소비자정보센터 신설
- 2001년 소비자안전 기반 강화를 위한 「소비자안전넷」구축
- 2002년「인터넷상담 사업자 자율처리 시스템」도입, 제500회 소비자분쟁조정위원회 개최
- 2004년 소비자안전전담기구인「소비자 안전센터」설치
- 2005년 소비자인터넷방송국 개국 및 본방송 실시
- 2006년 소비자보호법을 소비자기본법으로 전면 개정
- 2007년 3월 28일 한국소비자원으로 기관명칭 변경, 집단분쟁조정제도 개시
- 2008년 온라인상품정보포탈 T-gate 구축 및 운영
- 2009년 전국통합 상담네트워크 「소비자상담센터」 구축
- 2010년 생필품가격정보 시스템을 통한 가격정보 제공 개시, 녹색소비생활 체험관 개관, 제1000회 소비자분쟁조정위원회 개최

## 조직

### 한국소비자원장
- 이사회
- 감사 (비상임)
- 감사실
- 위원장
  - 소비자분쟁조정위원회
  - 상임위원
    - 분쟁조정사무국
      - 조정1팀
      - 조정2팀
      - 조정3팀

#### 부원장
- 기획조정실
  - 기획성과팀
  - 사업예산팀
  - 인력개발팀
- 경영지원실
  - 운영지원팀
  - 정보화전략팀
- 대외홍보실
  - 홍보팀
  - 대외협력팀
  - 기업협력팀
- 정책연구실
  - 정책개발팀
  - 소비자시장연구팀
  - 법제연구팀

#### 상임이사
- 시장조사국
  - 거래조사팀
  - 약관광고팀
  - 국제거래지원팀
- 소비자정보국
  - 소비자정보팀
  - 빅데이터분석팀
  - 서비스비교팀
  - 소비자교육사업단
- 피해구제국
  - 피해구제총괄팀
  - 의료팀
  - 1372운영팀

#### 소비자안전센터
- 위해정보국
  - 위해정보팀
  - 위해분석팀
  - 위해관리팀
- 안전감시국
  - 제품안전팀
  - 생활안전팀
  - 식의약안전팀
- 시험검사국
  - 시험기획팀
  - 식품미생불팀
  - 화학섬유팀
  - 기계금속팀
  - 전기전자팀

### 지원
- 서울지원
- 경기지원
- 부산지원
- 광주지원
- 대전지원
- 대구지원
- 강원지원
- 울산지원
- 인천지원

## 활동
2009년 7월 29일, 미국, 영국 등 통화량이 비슷한 OECD 회원 15개국 중 휴대전화 음성통화 요금이 가장 비싼 나라는 대한민국이라고 발표했다.